# 버스센터마에역
버스센터 마에 역(일본어: バスセンター前駅→버스센터앞역)은 일본 홋카이도 삿포로시 주오구에 위치한 삿포로 시영 지하철의 역이다.

## 역 구조
미나미오도리의 아래에 있고, 지하 보도와 플랫폼은 이 도로변에 동서로 이어져 있다. 출입구의 수는 10개로 동서방향 끝의 출입구 사이 거리는 약 500미터이다. 서쪽 출구는 버스 센터 빌딩 안에 있다. 지하 보도는 당역 서쪽의 오도리 역까지 이어진다. 플랫폼은 1면 2선의 섬식 승강장으로 개찰구는 서쪽, 중앙, 동쪽 3곳에 있다. 당역의 역명과 달리 역 출구에서 버스 센터까지 거리는 비교적 떨어져 있고 도호 선의 오도리 역에서 걸어가는 것이 더 가깝다.
오도리 버스 센터와 직결되고 이 역과 인접한 오도리 역과는 지하 보도 및 삿포로 지하상가 오로라 타운을 경유하면서 서로 연결되어 있다. 또 오도리 역에서 삿포로 지하가 폴 타운을 경유하여 난보쿠 선의 스스키노 역까지도 지하로 갈 수 있다. 2011년 3월 12일에는 삿포로 역 앞 지하 보행 공간이 개통되면서 삿포로 역에도 지하로 지나갈 수 있게 되었고 JR 삿포로 역에도 지하철 삿포로 역에서 아피아를 경유한 형태로 갈 수 있다.

#### 타는 곳
| 1 | 도자이 선 | 시로이시·신삿포로 방면        |
| 2 | 도자이 선 | 오도리·고토니·미야노사와 방면 |

## 이용 현황
삿포로 시 교통국의 조사에 따르면 2014년도 하루 평균 승차 인원은 8,476명이다.
| 연도 | 1일 평균 승차 인원 |
| ---- | ------------------ |
| 2008 | 7,390              |
| 2009 | 7,279              |
| 2010 | 7,392              |
| 2011 | 7,445              |
| 2012 | 7,757              |
| 2013 | 8,199              |
| 2014 | 8,476              |

## 역 주변
오도리 버스 센터 및 홋카이도 전력 본사와 지하 통로로 직결되는 위치에 있다. 역 주변은 홋카이도 전력을 비롯한 업무 빌딩이 많지만 동쪽으로 가면 주택도 많아진다. 역 서쪽에는 소세이강을 끼고 삿포로 TV탑이 위치하고 있다. 이 탑을 포함하여 서쪽에는 오도리 공원이 위치한다.
- 국도 제12호선
- 국도 제5호선
- 주오 구 히가시 도시 센터
- 오도리 버스 센터 빌딩
- 홋카이도 주오 버스 삿포로 터미널
- 홋카이도 전력 본사
- 삿포로 팩토리
- TV 홋카이도
- 삿포로 시 주오 체육관
- 삿포로 시 주오 소학교
- 삿포로 시민 센터
- 삿포로 사계 극장

## 역사
- 1975년
  - 4월 1일: 오도리 버스 센터 잠정 사용 개시.
  - 6월 30일: 오도리 버스 센터 개업에 따라 버스의 진입 개시.
- 1976년 6월 10일: 영업 개시.
- 2008년
  - 4월: 엘리베이터 설치 완료, 사용 개시.
  - 12월 4일: 스크린도어 사용 개시.

## 인접 역
| 삿포로 시 교통국 지하철 도자이 선 | 삿포로 시 교통국 지하철 도자이 선 | 삿포로 시 교통국 지하철 도자이 선 |
| --------------------------------- | --------------------------------- | --------------------------------- |
| T09 오도리 미야노사와 방면        | ● 도자이 선                       | T11 기쿠스이 신삿포로 방면        |